# Vrienden Van de Veire
Vrienden Van de Veire is een Vlaamse talkshow over de showbizz met presentator Peter Van de Veire. Het programma geldt als de opvolger van De Rode Loper.

## Ontstaan
Na het afvoeren van De Rode Loper was één al bezig met een opvolger van het programma. Meteen werd al aangekondigd dat Peter van de Veire de opvolger ging presenteren.

## Programma

### Concept
In Vrienden Van de Veire nodigt presentator Peter Van de Veire elke show mensen uit die de laatste weken veel in de actualiteit te horen en te zien waren. Zij komen dan bij Van de Veire praten over het onderwerp dat hen in de actualiteit brengt. Wanneer een muzikant uitgenodigd wordt, zingt die meestal ook iets. Al werd dit in de eerste weken niet gedaan, maar na de restyling mocht dat wel.

### Panel
Een ander onderdeel is het panel, bestaand uit afwisselend verschillende mensen, bv. : Jacques Vermeire, Jeron Dewulf, David Galle, Hanne Troonbeeckx,... Zij zaten de eerste weken van het programma in de studio en gaven dan commentaar en maakten grapjes. Omdat dit onderdeel zeer veel kritiek kreeg en niet gesmaakt werd, maakt het panel nu enkel nog één filmpje per week.

### Vriendjes Van de Veire
In deze rubriek gaan kinderen van 6 tot 10 jaar oud naar een bepaald showbizzevent. Daar interviewen ze bekende mensen en stellen hen gedurfde vragen. Het zijn immers niet de kinderen zelf die deze vragen stellen, maar ze krijgen die ingefluisterd door Peter Van de Veire zelf via een koptelefoon.

### Quiz
Op het einde van het programma wordt altijd nog kort een quiz gehouden van ongeveer vijf vragen. Deze handelt over de actualiteit in de showbizz.

### Showbizz Frank
Een rubriek die net na het programma kwam waarin weerman Frank Deboosere een vooruitblik wierp op de komende week in showbizzland in een soort weerbericht. Deze rubriek werd meteen met de grond gelijk gemaakt en er werd beslist dit al na één aflevering af te voeren.

## Kritiek
Het programma kreeg meteen kritiek. Een flauw afkooksel, weinig écht showbizznieuws, een quizje zonder betekenis om toch wat showbizz te vermelden en de interactie met de jury was flauw en geforceerd. De kijkcijfers waren eerst ook niet positief, soms maar 400.000 kijkers. Maar na een paar afleveringen gingen de kijkcijfers omhoog en schommelen ze net boven de 500.000 kijkers.
Bovendien kreeg het programma, na een aantal weken van de buis geweest te zijn een grondige restyling, al bleef de basis wel hetzelfde. Dit werd positief onthaald. Sindsdien haalde het programma een constante 500.000 kijkers en meer. Toch besliste de VRT dat er wegens de tegenvallende kijkcijfers geen tweede seizoen zou komen.